# أرمان هوفهانيسيان
أرمان هوفهانيسيان (بالأرمنية: Արման Հովհաննիսյան)‏ هو لاعب كرة قدم أرميني في مركز الدفاع، ولد في 7 يوليو 1993 في يريفان في أرمينيا. لعب مع نادي شيراك.

## وصلات خارجية
- أرمان هوفهانيسيان على موقع الاتحاد الأوربي (الإنجليزية)
- أرمان هوفهانيسيان على موقع قاعدة بيانات كرة القدم.إي يو (الإنجليزية)
- أرمان هوفهانيسيان على موقع ناشيونال فوتبول تيمز (الإنجليزية)
- أرمان هوفهانيسيان على موقع Soccerway.com (الإنجليزية)